# نیجریسین
نیجریسین (به انگلیسی: Nigericin) با فرمول شیمیایی C40H68O11 یک ترکیب شیمیایی با شناسه پاب‌کم 34230 است. که جرم مولی آن ۷۲۴٫۹۶۱۳۲ گرم بر مول می‌باشد. 